# Імре Захар
Імре Захар (угор. Imre Zachár, 11 травня 1890 — 7 квітня 1954) — угорський плавець і ватерполіст.
Призер Олімпійських Ігор 1908 року, учасник 1912 року.